# Melonycteris
Melonycteris là một chi động vật có vú trong họ Dơi quạ, bộ Dơi. Chi này được Dobson miêu tả năm 1877. Loài điển hình của chi này là Melonycteris melanops Dobson, 1877.

## Các loài
Chi này gồm các loài: